# Terrence Evans
Terrence Evans, född 20 juni 1934 i Los Angeles, Kalifornien, död 7 augusti 2015 i Burbank, Kalifornien, var en amerikansk skådespelare. Evans medverkade medverkade i många TV-serier och filmroller. Däribland Star Trek: Deep Space Nine och Star Trek: Voyager. År 1991 medverkade han i filmen Terminator 2. Han spelade också mördaren Leatherfaces farbror Old Monty i remake-filmen The Texas Chainsaw Massacre år 2003, med Jessica Alba i huvudrollen och repriserade sin roll i uppföljaren The Texas Chainsaw Massacre: The Beginning.